# Pete Turner (fotograf)
Donald Peter Turner (30. května 1934 – 18. září 2017) byl americký fotograf. V roce 1986 vydal Turner svou první monografii Pete Turner Photographs (Abrams). Jeho druhá kniha, Pete Turner African Journey (Graphis Inc., 2001), dokumentuje Turnerova mnohá dobrodružství v Africe, počínaje jeho cestou v roce 1959 z Kapského Města do Káhiry se slavnou karavanou Airstream Wallyho Byama. The Colour of Jazz (Rizzoli, 2006) je obsáhlou sbírkou jeho provokativních obalů alb pro vydavatelství CTI Records a mnoho dalších.

## Životopis
Vystudoval Rochester Institute of Technology v roce 1956 spolu se spolužáky fotografy Brucem Davidsonem a Jerrym Uelsmannem.
Magazín Photo District News ho zvolil jako jednoho z 20 nejvlivnějších fotografů všech dob a v roce 1981 mu Americká společnost mediálních fotografů (ASMP) udělila ocenění za mimořádný úspěch ve fotografii. Kritik A. D. Coleman popsal Turnerovo dílo jako Dramatikův smysl pro událost, intenzivní a syté zabarvení a výrazná, i když nepopsatelná jinakost jsou v Turnerových obrazech všudypřítomné.
Jeho fotografie jsou ve stálých sbírkách mnoha významných muzeí, včetně Maison Européenne de la Photographie (MEP), Tokijského Metropolitního muzea fotografie a Mezinárodního centra fotografie (ICP) v New Yorku. Dům George Eastmana v Rochesteru je depozitářem Turnerova celoživotního díla a kde byla v roce 2007 otevřena jeho retrospektivní výstava Pete Turner: Empowered by Color.
Turner zemřel 18. září 2017 ve svém domě na Long Islandu v New Yorku.

## Příspěvky na obaly LP desek
- The Sound of New York, Kenyon Hopkins – ABC Paramount, 1959
- Lonelyville 'The Nervous BeatŠablona:', The Creed Taylor Orchestra – ABC Paramount, 1959
- The Best of the Barrack Ballads, The Creed Taylor Orchestra – ABC Paramount, 1959
- The Blues and the Abstract Truth, Oliver Nelson – Impulse!, 1961
- Motion, Lee Konitz – Verve, 1961
- Perceptions, Dizzy Gillespie – Verve, 1961
- Focus, Stan Getz – Verve, 1961
- In a Latin Bag, Cal Tjader – Verve, 1961
- Live at the Village Vanguard, John Coltrane – Impulse!, 1962
- The Quintessence, Quincy Jones – Impulse!, 1962
- Further Definitions, Benny Carter – Impulse!, 1962
- Statements, Milt Jackson – Impulse!, 1962
- Count Basie and the Kansas City 7, Count Basie – Impulse!, 1962
- All the Sad Young Men, Anita O'Day – Verve, 1962
- Saturday Night/Sunday Night, Cal Tjader – Verve, 1962
- Pike's Peak, The Dave Pike Quartet – Epic, 1962
- Coltrane, John Coltrane – Impulse!, 1962
- Night Train Oscar Peterson – Verve, 1963
- Wave, Antônio Carlos Jobim – CTI, 1967
- Soft Samba Strings, Gary McFarland – Verve, 1967
- A Day in the Life, Wes Montgomery – A&M, 1967
- Trust in Me, Soul Flutes – A&M/CTI, 1967
- We and the Sea, Tamba 4 – A&M/CTI, 1968
- Samba Blim, Tamba 4 – A&M/CTI, 1968
- Down Here on the Ground, Wes Montgomery – A&M/CTI, 1968
- Road Song, Wes Montgomery – A&M/CTI, 1968
- Soul Machine, Richard Barbary – A&M/CTI, 1968
- Have You Meet Miss Jones, Artie Butler – A&M/CTI, 1968
- Glory of Love, Herbie Mann – A&M/CTI, 1968
- You, Baby, Nat Adderley – A&M/CTI, 1968
- Shape of Things to Come, George Benson – A&M/CTI, 1968
- When It Was Done – Walter Wanderley – A&M/CTI, 1968
- Moondreams – Walter Wanderley – A&M/CTI, 1969
- Summertime, Paul Desmond – A&M/CTI, 1968
- Betwixt &amp; Between, J. J. Johnson & Kai Winding – A&M/CTI, 1969
- Walking In Space, Quincy Jones – A&M/CTI, 1969
- Tell It Like It Is, George Benson – A&M/CTI, 1969
- Calling Out Loud, Nat Adderley – A&M/CTI, 1969
- Courage, Milton Nascimento – A&M/CTI, 1969
- From The Hot Afternoon, Paul Desmond – A&M/CTI, 1969
- Gula Matari, Quincy Jones – A&M/CTI, 1970
- Tide, Antonio Carlos Jobim – A&M/CTI, 1970
- Starbones, J.J. Johnson & Kai Winding – A&M/CTI, 1970
- Sugar, Stanley Turrentine – CTI, 1970
- Crying Song, Hubert Laws – CTI, 1970
- Stone Flower, Antonio Carlos Jobim – CTI, 1970
- Joe Farrell Quartet, Joe Farrell – CTI, 1970
- Black Out, Fats Theus – CTI, 1970
- Montreux II, Bill Evans – CTI, 1970
- California Concert, CTI All Stars – CTI, 1971
- Straight Life, Freddie Hubbard – CTI, 1971
- Beyond the Blue Horizon, George Benson – CTI, 1971
- Salt Song, Stanley Turrentine – CTI, 1971
- First Light, Freddie Hubbard – CTI, 1971
- Outback, Joe Farrell – CTI, 1971
- God Bless The Child, Kenny Burrell – CTI, 1971
- Gilberto with Turrentine, Astrud Gilberto – CTI, 1971
- Killer, Alice Cooper – Warner Bros., 1971
- Shebaba, Bola Sete – Fantasy, 1971
- Afro-Classic, Hubert Laws – CTI, 1972
- White Rabbit, George Benson – CTI, 1972
- Free, Airto Moreira – CTI, 1972
- All the King's Horses, Grover Washington, Jr. – Kudu, 1972
- Soul Story, Charles Earland – Prestige, 1972
- Morning Star, Hubert Laws – CTI, 1972
- Time &amp; Love, Jackie & Roy – CTI, 1972
- Sky Dive, Freddie Hubbard – CTI, 1972
- Prelude, Deodato – CTI, 1973
- Sunflower, Milt Jackson – CTI, 1973
- Fingers, Airto Moreira – CTI, 1973
- Blue Moses, Randy Weston – CTI, 1973
- Blues Farm, Ron Carter – CTI, 1973
- Keep Your Soul Together, Freddie Hubbard – CTI, 1973
- Giant Box, Don Sebesky – CTI, 1973
- Upon This Rock, Joe Farrell – CTI, 1974
- Goodbye, Milt Jackson – CTI, 1974
- Higher Ground, Johnny Hammond – Kudu, 1974
- Skylark, Paul Desmond – CTI, 1974
- Rambler, Gábor Szabó – CTI, 1974
- She Was Too Good To Me, Chet Baker – CTI, 1974
- Bad Benson, George Benson – CTI, 1974
- A Wilder Alias, Jackie & Roy – CTI, 1974
- Olinga, Milt Jackson – CTI, 1974
- Gambler's Life, Johnny Hammond – Salvation, 1974
- Concierto, Jim Hall – CTI, 1975
- Canned Funk, Joe Farrell – CTI, 1975
- I Hear A Symphony, Hank Crawford – Kudu, 1975
- Good King Bad, George Benson – CTI, 1976
- Black Widow, Lalo Schifrin – CTI, 1976
- The San Francisco Concert, Hubert Laws – CTI, 1977
- Greatest Hits, Steely Dan – ABC, 1978
- Space, George Benson – CTI, 1978
- Pulsion, Jacques Loussier – CBS, 1979
- Night Passage, Weather Report – CBS, 1980
- Silk, Fuse One – CTI, 1981
- Studio Trieste, Jim Hall/Chet Baker/Hubert Laws – CTI, 1982
- N.Y. Connection, David Matthews – Electric Bird, 1982
- Gershwin Carmichael Cats, Roland Hanna – CTI, 1983
- In My Life, Patti Austin – CTI, 1983
- Red On Red, Claudio Roditi – CTI, 1984
- Live at Felt Forum, Deodato – CTI/CBS, 1988
- Rhythmstick, Dizzy Gillespie and CTI Records All-Stars – CTI, 1990
- Song of the Sun, Jim Beard – CTI, 1991
- We Are Family '93, Sister Sledge – Atlantic, 1993
- Grooves In The Temple, Jorge Pescara – JSR, 2005
- Live at Montreux 2009, CTI All Stars – CTI, 2010
- Saga, Rodrigo Lima – JSR, 2014